# Olmo Gentile
Olmo Gentile é uma comuna italiana da região do Piemonte, província de Asti, com cerca de 104 habitantes. Estende-se por uma área de 5 km², tendo uma densidade populacional de 21 hab/km². Faz fronteira com Perletto (CN), Roccaverano, San Giorgio Scarampi, Serole.

## Demografia
| Variação demográfica do município entre 1861 e 2011                               |
|                                                                                   |
| Fonte: Istituto Nazionale di Statistica (ISTAT) - Elaboração gráfica da Wikipedia |